# Метохијски угљени басен
Метохијски угљени басен се налази на простору Метохије у јужној српској покрајни. Поред Косовског формиран је по простирању и резервама још један значајан угљени басен — Метохијски угљени басен. Басен заузима југозападни део Косова и Метохије и простире се од места Исток, на северу, до Призрена, на југу, и до Клине, на истоку, до Пећи, на западу. Јован Цвијић је поделио на три дела: северни — пећки део, средишњи — ђаковачки део, југоисточни — призренско-суворечни део.
Метохијски басен простире се на површини од 1.700 km². Басен, иако није још увек довољно проучен, није угљоносан на целој површини.

## Геологија басена
Геолошку грађу Метохијског угљеног басена чине веома разноврсне стене. Обод и подлога су изграђени од стена млађег палеозоика и тријаса. Основни стуб неогена, чији седименти испуњавају Метохијски басен је познат на основу чега се може закључити да Метохијску котлину испуњавају слатководне и угљеносне творевине миоцена, плиоцена и кварцита.

## Квалитет угља
Истражним бушењем је установљено је да је у питању угаљ истих карактеристика као и угаљ у Косовском басену, и да је на дубини од 50 до 10 m развијен један угљени слој лигнита просечне дебљине око 36 m. Угаљ садржи влаге око 45%, пепела око 20%, сумпора око 1% и располаже дољом топлотном моћи од 7.300—9.600 kJ.